# Brimidius annulicornis
Brimidius annulicornis là một loài bọ cánh cứng trong họ Cerambycidae.